# معركة بيتس العليا
دارت  معركة بيتس العليا  (بالإنجليزية: Battle of the Upper Baetis)‏ في عام 211 ق.م بين القوات القرطاجية بقيادة صدربعل برقا (شقيق حنبعل) وقوات الرومان بقيادة بابليوس سكيبيو وشقيقه جنايوس سكيبيو. وكانت النتيجة انتصار القرطاجيين ومقتل الأخوين سكيبيو. قبل الهزيمة، كان الأخوين سكيبيو قد قضيا سبع سنوات بين عامي 218 ق.م و211 ق.م في هسبانيا، يحاولون من القرطاجيين من إرسال التعزيزات إلى حنبعل عن طريق هسبانيا، في الوقت الذي كان حنبعل يقاتل الرومان في إيطاليا.
كانت هذه المعركة هي المعركة الرئيسية الوحيدة خلال الحرب البونيقية الثانية التي انتصر فيها القرطاجيون دون أن تكون القيادة لحنبعل.

## الوضع الاستراتيجي
بعد هزيمة صدربعل برقا في معركة درتوسا في ربيع عام 215 ق.م، حصّن الرومان قواعدهم في شمال نهر أبرة. وبعد ذلك، أخضع الرومان القبائل الإيبيرية، وأغاروا الأراضي القرطاجية في جنوب نهر أبرة، حتى أن بابليوس سكيبيو توغل جنوباً حتى ساغونتو في عام 214 ق.م. استطاع كل من الرومان والقرطاجيين إخماد أي تمرد من القبائل الايبيرية في مناطق سيطرتهم.
لم يتلق الرومان أي تعزيزات من إيطاليا، في الوقت نفسه، تلقوا صدربعل برقا تعزيزات من قبل جيشي شقيقه الأصغر ماجو برقا وصدربعل جيسكو، والذان خاضا عدد من المعارك غير الحاسمة ضد الأخوين سكيبيو بين عامي 215 ق.م و211 ق.م. أقنع الرومان صيفاقس ملك النوميديين، بمحاربة القرطاجيين بجيشه الذي دربه الرومان في إفريقية في عام 213 ق.م.
وفي إيطاليا، تمكن حنبعل من السيطرة على مدينتي كابوا وتارانتو، كما أحكم قبضته على قلورية وبوليا ولوسانيا، بينما استعاد الرومان عدداً من المدن الإيطالية، وحاصروا كابوا وسرقوسة.

## التحضير للمعركة
لاحظ الأخوان سكيبيو أن القرطاجيين منقسمين إلى ثلاثة جيوش منفصلة، 15,000 جندي مع صدربعل برقا و10,000 جندي مع ماجو برقا و10,000 جندي آخرين مع صدربعل جيسكو إلى الغرب من قوات صدربعل برقا، لذا استأجر الأخوان سكيبيو 20,000 جندي من المرتزقة الأيبيريين لتعزيز جيشهم الذي يتكون من 30,000 جندي و3,000 فارس.
قسم الرومان قواتهم إلى 20,000 جندي روماني وحلفائهم مع بابليوس سكيبيو لمهاجمة ماجو برقا، في حين سيأخذ سكيبيو الأصلع 10,000 جندي والمرتزقة للهجوم على صدربعل برقا في معركتين ستفصل بينهما أيام قليلة.
وصل سكيبيو الأصلع إلى هدفه أولاً. ورغم ذلك، أمرت صدربعل برقا جيش صدربعل جيسكو وماسينيسا النوميدي وإنديبيليس وهو زعيم أحد القبائل الأيبيرية الحليفة، بالانضمام إلى ماجو برقا. تحصن صدربعل برقا في معسكره، ثم تمكن من رشوة الجنود المرتزقة في جيش سكيبيو الأصلع. وبعد أن ترك المرتزقة الجيش الرماني، أصبح التفوق العددي لجيش صدربعل برقا على جيش سكيبيو الأصلع. انتظر صدربعل برقا لفترة وتجنب الخول في أي معركة مع الرومان.

## المعركة

### الهجوم الروماني على جيش ماجو برقا
عندما اقترب بابليوس سكيبيو من معسكر ماجو برقا، تعرض لمضايقات من قبل الخيالة النوميد بقيادة ماسينيسا ليلاً ونهاراً. وعندما علم بابليوس أن إنديبيليس مع الـ 7,500 جندي أيبيري كان يتحرك ليقطع عليه طريق انسحابه، قرر مهاجمة زعيم الأيبيريين بدلا من مواجهة ماجو برقا أولاً، خوفا من أن يكون يحاط بالقوات القرطاجية. ترك بابليوس 2,000 جندي لحماية معسكره، وسار ليلاً مع 18,000 جندي لمهاجمة الأيبيريين. فاجأ بابليوس الأيبيريين على حين غرة في الصباح الباكر، مع تفوق عددي بـ 18,000 جندي إلى 7,500 جندي، ليكون له اليد العليا بذلك. ومع ذلك، نجح الأيبيريون في الصمود أمام الرومان لفترة كانت كافية لكي يدركهم ماسينيسا، الذي كان بابليوس يسعى للتهرب منه، ولكنه فشل في القيام بذلك.
مع وصول الفرسان النوميديين، بدأوا في مهاجمة جناحي الجيش الروماني، وبدأ الهجوم الروماني على الأيبيريين يتراخي. عندما وصل جيشي ماجو برقا وصدربعل جيسكو، انكسر الرومان، وحدثت مذبحة كبيرة خلفت ورائها بابليوس سكيبيو ومعظم جيشه في عداد القتلى. أعطى ماجو برقا الوقت الكافي للنوميديين لجمع الغنائم قبل اللحاق بجيش صدربعل برقا، بينما تمكنت حفنة قليلة من الرومان من النجاة والوصول إلى معسكرهم.

### سكيبيو الأصلع أمام صدربعل برقا
بعدما فقد سكيبيو الأصلع ميزة التفوق العددي مع هروب المرتزقة الأيبيريين، وعلى الرغم من أنه كان يجهل مصير بابليوس سكيبيو، فقد قرر سحب قواته إلى شمال نهر أبرة بعدما وصل جيشي ماجو برقا وصدربعل جيسكو. غادر الرومان معسكرهم في الليل بعد أن أحرقوه. أدركهم الخيالة النوميد وهاجموهم في اليوم التالي، مما اضطر الرومان لاتخاذ موقف دفاعي بتمركزهم أعلى قمة تلة تلك الليلة. وصل بقية الجيش القرطاجي خلال الليل. حاول الرومان يائسون تشكيل جدار دفاعي من الأمتعة والسروج، لأن الأرض كانت صخرية ويصعب الحفر بها. اجتاح القرطاجيون الجدار بسهولة، وقُتل سكيبيو الأصلع في المعركة، ودُمّر معظم جيشه.

## النتائج
تمكن 8,000 جندي روماني من الفرار وتجمعوا شمال نهر أبرة. تقاعس القادة القرطاجيون، ولم ينسقوا بينهم لإبادتهم أو لإرسال تعزيزات لحنبعل. بينما أرسلت روما 10,000 جندي بقيادة جايوس كلاوديوس نيرو في عام 211 ق.م، لتعزيز قواتها في أيبيريا. لم يسجل نيرو أي انتصارات حاسمة، كما لم يشن القرطاجيون هجوماً منسقاً على الرومان في أيبيريا. مع وصول سكيبيو الإفريقي ابن بابليوس سكيبيو مع 10,000 جندي آخر في عام 210 ق.م، استغل عدم التنسيق بين القرطاجيين وأسقط مدينة قرطاجنة الجديدة في معركة قرطاجنة في عام 209 ق.م.
في الوقت نفسه، منع فشل جيوش القرطاجيين في أيبيريا في القضاء على الرومان، حصول حنبعل على أي تعزيزات من أيبيريا خلال عام 211 ق.م الحاسم، عندما كان الرومان يحاصرون كابوا.